# Ikhanoda
Ikhanoda ist ein Verwaltungsbezirk (englisch Ward) des Distrikts Singida (DC) in der tansanischen Region Singida.

## Geografie
Ikhanoda ist ein Bezirk im nördlichen Zentralteil von Tansania etwa 35 Kilometer Luftlinie nordöstlich der Regionshauptstadt Singida. Die Grenze im Norden bildet der See Mikuyu. Bei der Volkszählung 2022 lebten 13.194 Menschen in 2380 Haushalten auf einer Fläche von 76 Quadratkilometern.

### Nachbarbezirke
Der Bezirk grenzt im Nordosten an den Distrikt Hanang, sonst an andere Bezirke des Distrikts Singida (DC).
| Makuro   |                                             | Hanang   |
| Ilongero | Kompassrose, die auf Nachbargemeinden zeigt | Mwasauya |
| Mrama    | Merya                                       |          |

## Gliederung
Der Bezirk besteht aus drei Gemeinden (swahili Mtaa) mit 15 Orten (Kitongoji):
| Ikhanoda - Majengo Mapya - Ikhanoda Kati - Mboghuru - Maji - Mang’onyi | Mjughuda - Misoghweda - Mpipiti - Ziwani - Ng’ongoamwandu - Mlimani - Mwankindiko | Msimihi - CCM - Mbiru - Mlaha - Mtungulu |

## Wirtschaft und Infrastruktur
- Aufforstung: Der Bezirk hat einen Wald von rund 100 Hektar. In der Zeit von 2011 bis 2015 wurden jährlich etwa 100.000 Bäume gepflanzt.[8]
- Fischerei: Zusammen mit dem Bezirk Kisisi wurden in der Saison 2015/2016 etwa 80 Tonnen Fisch gefangen.[8]
- Tierhaltung: Der Nutztierbestand liegt bei 4500 Rindern, 2300 Ziegen, 3500 Schafen und 53.000 Hühnern (Stand 2016).[8]
- Bildung: Die Ikhanoda Secondary School ist eine staatliche weiterführende Schule für Tages- und Internatsschüler bis zur 4. Stufe.[9] An den drei Grundschulen im Bezirk werden jeweils rund 1000 Kinder unterrichtet. An jeder dieser Schulen gibt es etwa 250 Englisch-Bücher und 300 Mathematik-Bücher (Stand 2021).[10]
- Gesundheit: In den Gemeinden Ikhanoda[11] und Mjughuda[12] gibt es je eine staatliche Apotheke.

## Felsmalerei
An einem Fels am Südufer des Mikuyu-Sees befindet sich eine prähistorische Malerei, die ein kopfloses Tier darstellt.

## Sonstiges
In den Jahren 2018 bis 2024 errichteten Land und Stadt Salzburg im Rahmen der Regionalkooperation mit Singida ein Mädchenwohnheims für 80 Schülerinnen in Ikhanoda.